# Сумнів

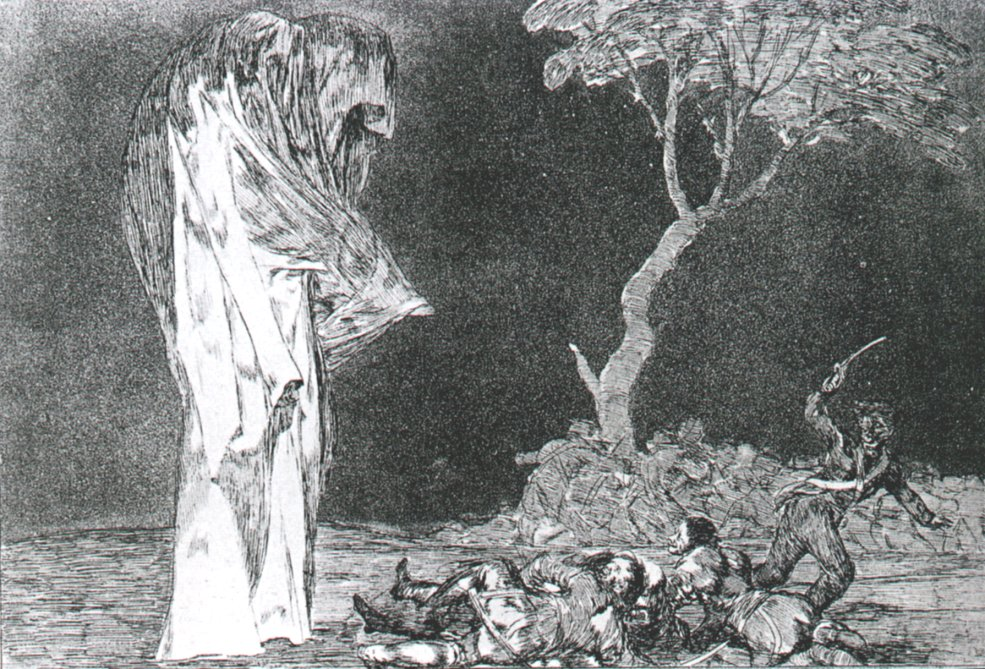
Гоя: Сухість страху. Наслідок сумніву — неможливість перемогти страх помилки і утримання від судження.

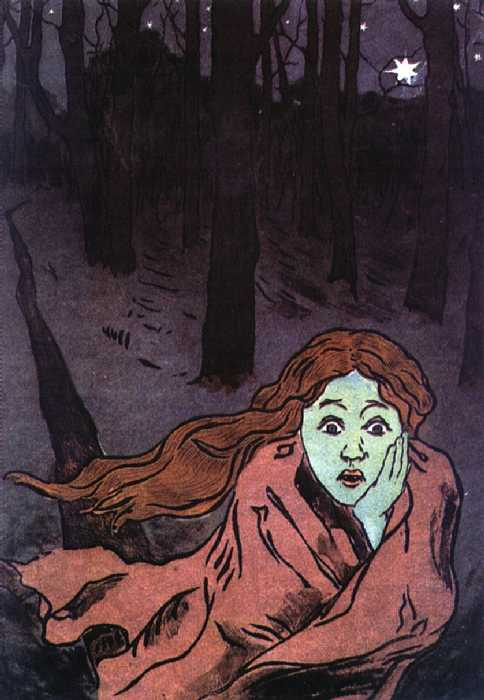
Марія Якунчикова «Страх» (1893-95). Вважається, що сумнів є витонченою формою страху чи фобії

Су́мнів — психічний стан чи стан розуму, в якому виникає утримання від остаточно визначеного судження, або/і роздвоєння (троєння і так далі) його становлення, через нездатність свідомості зробити дискретний однозначний висновок. Якщо розум не може виявити причин, аргументів, які б дали йому змогу прийти до однозначного рішення стосовно правильності чи хибності своєї думки, тоді сумнів є негати́вним (тобто фактично блокування подальшого аналізу та висновків, «утримання» від дискретизації). Якщо ж розум виявив причини, і вони є рівної, подібної, порівняльної ваги, роблячи таким чином унітарну вирішальну думку неможливою, тоді сумнів вважається позити́вним (таким, що включає інваріантність). В обох випадках результатом є неможливість формування остаточного судження (утримання від нього). Існує безліч прикладів де людина не може перемогти (дискредитувати, перевести у стадію визначеності) свої сумніви.
Сумнів притаманний більшою чи меншою мірою будь-якому судженню, і визначеність чи остаточність судження ніколи не є абсолютною. Судження може вважатись остаточним, чи абсолютно визначеним лише у випадку прив'язки до певного обмеженого (фіксованого) погляду (так би мовити, одної системи координат).

## Як ознака мислення
Сумнів вважається фундаментальною відмінністю мислячої й немислячої природи (кібернетичного пристрою). Задачі, що стоять перед істотами мислячими, мають інваріантний набір розв'язків, без емпіричних «зважувань» обійтися неможливо. Будь-яке зважування може бути зроблене тільки з допустимою похибкою, а в підсумку це означає наявність сумніву в достатній, для цього випадку точності цього зважування. За своєю природою, обчислювальній машині не притаманний сумнів, і як тільки вона найменшою мірою приходить до невизначеності, вона «зависає». Стан невизначеності паралізує дію машини. Це, своєю чергою, означає, що допоки обчислювальна машина не почне сумніватися, доти не отримаємо конкурента людського розуму в особі штучного інтелекту. Для такого випадку вчені повинні знайти алгоритм розв'язку рівнянь із безліччю невідомих, програмісти — запрограмувати машину, і якщо машина зможе їх розв'язувати ми отримаємо мислячий кіберпристрій. А це зробити неможливо, через неможливість розв'язати рівняння з n-ю кількістю невідомих. Сумнів є ознакою мислячої істоти.

## Як страх
В узгодженні з ідеєю, що сумнів є тонкою формою чи симптомом більшого страху чи фобії від его, психологи і психоаналітики часто приписують це явище до ранніх стадій життя, коли его формується: тобто, дитинства. Саме там, вчені твердять, насаджується сумнів у власних можливостях і навіть сама самоідентифікація особистості. Вплив батьків та інших впливових осіб часто має глибокі наслідки на наступне самосприйняття дитини (его), з сумнівами часто залученими в такі самопортрети.
Також згідно з деякими духовними традиціями сумнів є формою страху. Сумнівна внутрішня вдача веде до 'отруювання' власної реальності, світу де перебуває розум. Іншими словами, власне его стає стисненим і справді пошкодженим від таких понять, оскільки сумніви часто мають результатом бездіяльність і шкоду іншим. Сумнів є протилежністю віри. Віра є примусом йти певним шляхом, сумнів блокує шлях. Люди щоденно використовують сумніви та віру при виборі життєвого шляху яким вони йдуть: напр.: Я сумніваюся, що лінь допоможе мені досягти моїх цілей. Сумнів також використовується для відгородження від неприємних наслідків напр.: Я сумніваюся що хтось мене зловить якщо я обкраду цей магазин. Залежно від енергії покладеної в такий сумнів, сам сумнів має малий вплив на події і просто звужує видиму сукупність можливостей.
Існує багато пізнавальних розумових, а також духовніших підходів у відповідь на широке розмаїття причин сумніву. Раціональні, сократичні методи використовуються у манерній терапії, коли особа систематично питає свій власний розум чи сумнів має будь-які реальні підстави. Вважається, що постійне підтвердження веде до емоційного відокремлення від первинного сумніву. Цей метод контрастує, скажімо з буддистськими віруваннями, які мають інший підхід щодо сумніву і бездіяльності. Буддизм розглядає весь сумнів як негативну прив'язаність до власного усвідомлюваного минулого і майбутнього. Позбутися особистої історії власного життя і щоденно підтвердити це звільнення в медитації є першочерговим для залишення таких сумнівів. Через велике духовне зусилля, сумнів можна розвіяти, і тоді говориться людина живе лише в теперішньості.
У психопатології, надмірний сумнів зазвичай асоціюється з синдромом нав'язливих станів, який часто зветься 'хворобою сумніву'.

## Джерело
- В.Свириденко. Сумнів // Філософський енциклопедичний словник / В. І. Шинкарук (гол. редкол.) та ін ; Інститут філософії імені Григорія Сковороди НАН України. — Київ : Абрис, 2002. — С. 615. — 742 с. — 1000 екз. — ББК 87я2. — ISBN 966-531-128-X.

- Celestine N. Bittle. Reality and the Mind. Epistemology. New York, Milwakee, Chicago: The Bruce Publishing Company, 1936, 1938. (англ.)